# Aktualität
Die Aktualität ist neben der Publizität, Universalität und der Periodizität eines der vier Merkmale für Tageszeitungen und andere Printmedien. Sie bezeichnet die zeitnahe Berichterstattung und Weitergabe der Nachrichten per Veröffentlichung via Zeitungen, Fernsehen, Hörfunk oder Internet. Aktualität lässt sich durch den zeitlichen Abstand zwischen dem Ereignis und der Vermittlung und der Veröffentlichung dieses Ereignisses messen.
Seit dem 18. Jahrhundert sind die Wörter „Aktualität“ und „aktuell“ geläufig, haben sich aber erst mit der Entwicklung des Pressewesens etabliert. Es gibt eine Unterscheidung zwischen latenter Aktualität (etwa bei voraussehbaren Problemfeldern wie Umweltveränderungen) und manifester Aktualität (etwa bei zeitnahen Ereignissen wie Wahlen oder Katastrophen).
Möglichst aktuelle Nachrichten zu veröffentlichen, bestimmt ständig das Arbeiten in Nachrichtenredaktionen, denn der Leser und Nutzer der Nachrichten erwartet diese Aktualität. Durch das Internet haben die Onlineredaktionen das Rennen um die schnellste Nachrichtenvermittlung gegenüber den gedruckten Medien längst gewonnen. Bei Fachzeitschriften spielt ebenfalls die Aktualität eine große Rolle. Besonders in naturwissenschaftlichen Zeitschriften sollen zum Beispiel möglichst schnell neue Forschungsergebnisse veröffentlicht werden.
Bei Publikationen, die längere zeitliche Abstände zwischen ihren Ausgaben haben, bedeutet Aktualität die Aufarbeitung und Dokumentation der Ereignisse innerhalb dieses Abstandes. Zeitschriften und Wochenzeitungen legen den Schwerpunkt nicht vordergründig auf die Aktualität, sondern mehr auf Hintergrundberichterstattung und das Bearbeiten und Veröffentlichen größerer Themenblöcke.